# Hiromasa Nomura
Pour les articles homonymes, voir Nomura.
Hiromasa Nomura (野村浩将, Nomura Hiromasa), né le 16 août 1905 et mort le 8 juillet 1979, est un réalisateur japonais. Dans les années 1930, Hiromasa Nomura est l'auteur de nombreux films à succès, il est aujourd'hui principalement connu pour le mélodrame Katsura, l'arbre de l'amour, immense succès commercial au Japon en 1938.

## Biographie
Hiromasa Nomura est né le 16 août 1905 dans l'arrondissement de Sakyō à Kyoto, il fait ses études à l'université Waseda. En 1925, il entre au studio Kamata de la Shōchiku en tant qu'assistant-réalisateur où il est formé par Kiyohiko Ushihara. Il est notamment assistant du réalisateur sur Shingun (進軍) en 1930, un film à gros budget ayant nécessité plus d'un an de tournage, destiné à célébrer le vingtième anniversaire de l'entrée de la Shōchiku dans la production cinématographique. Hiromasa Nomura réalise son premier film, Tekken seisai en 1930, avec en vedette le duo romantique formé par Kinuyo Tanaka et Denmei Suzuki.
Ses premiers films sont des comédies, parmi lesquelles on peut citer Ureshii koro (1933) avec Ureo Egawa et Hiroko Kawasaki, un succès populaire et critique ainsi que la série Yotamono de 1931 à 1935. À partir de la seconde moitié des années trente, Hiromasa Nomura tourne des mélodrames et remporte des succès importants avec des films comme Hitozuma tsubaki (1936) et Otoko no tsugunai (1937).
Il réalise Kokumin no chikai (1938), la seconde des deux coproductions entre le Japon et l'Allemagne nazie — la première étant La Fille du samouraï (1937) de Mansaku Itami et Arnold Fanck — avec l'acteur Sepp Rist dans le rôle d'un entraîneur qui enseigne le saut à ski à deux jeunes japonais. Le film est tourné à Hokkaidō en prévision des Jeux olympiques d'hiver de 1940 attribués à la ville de Sapporo et finalement annulés,. Il sortira en Allemagne en 1942 sous le titre Das heilige Ziel et est projeté à Paris sous le titre Le Serment d'un peuple.
Hiromasa Nomura tourne Katsura, l'arbre de l'amour (Aizen katsura) en 1938, le premier des trois volets d'une adaptation d'un roman de Matsutarō Kawaguchi qui conte les amours contrariés entre une infirmière et un médecin. Bien que les critiques soient mauvaises,, les trois films (Aizen katsura en 1938, Zoku aizen katsura en 1939 et Aizen katsura: Kanketsu-hen en 1939) connaissent un extraordinaire succès auprès du public grâce au charisme des deux acteurs principaux, Kinuyo Tanaka et Ken Uehara, et à la capacité de Hiromasa Nomura à créer des situations émouvantes. Katsura, l'arbre de l'amour est, selon Jean Tulard, l'un des deux mélodrames qui a le plus marqué le Japon.
Nomura quitte la Shōchiku en 1948 et continue à réaliser des films pour divers studios parmi lesquels la Shintōhō, la Tōhō, la Daiei jusqu'en 1959. Parmi ses dernières réalisations, se trouvent des comédies musicales ainsi qu'un remake de Les Sœurs de Gion de Kenji Mizoguchi en 1956. Hiromasa Nomura travaille ensuite pour la télévision, particulièrement sur des programmes éducatifs.
Hiromasa Nomura a réalisé près de 100 de films entre 1930 et 1959.

## Filmographie partielle

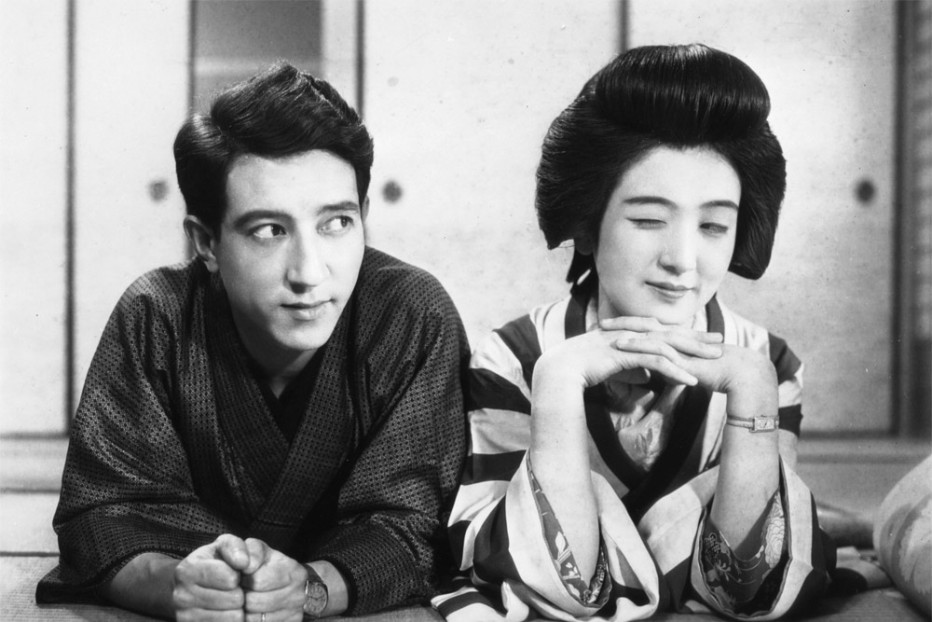
Ureo Egawa et Hiroko Kawasaki dans Ureshii koro (1933).

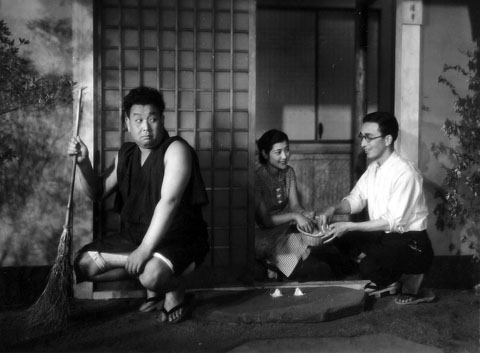
Kenji Ōyama, Sanae Takasugi et Tokuji Kobayashi dans Iri muko gassen (1936).

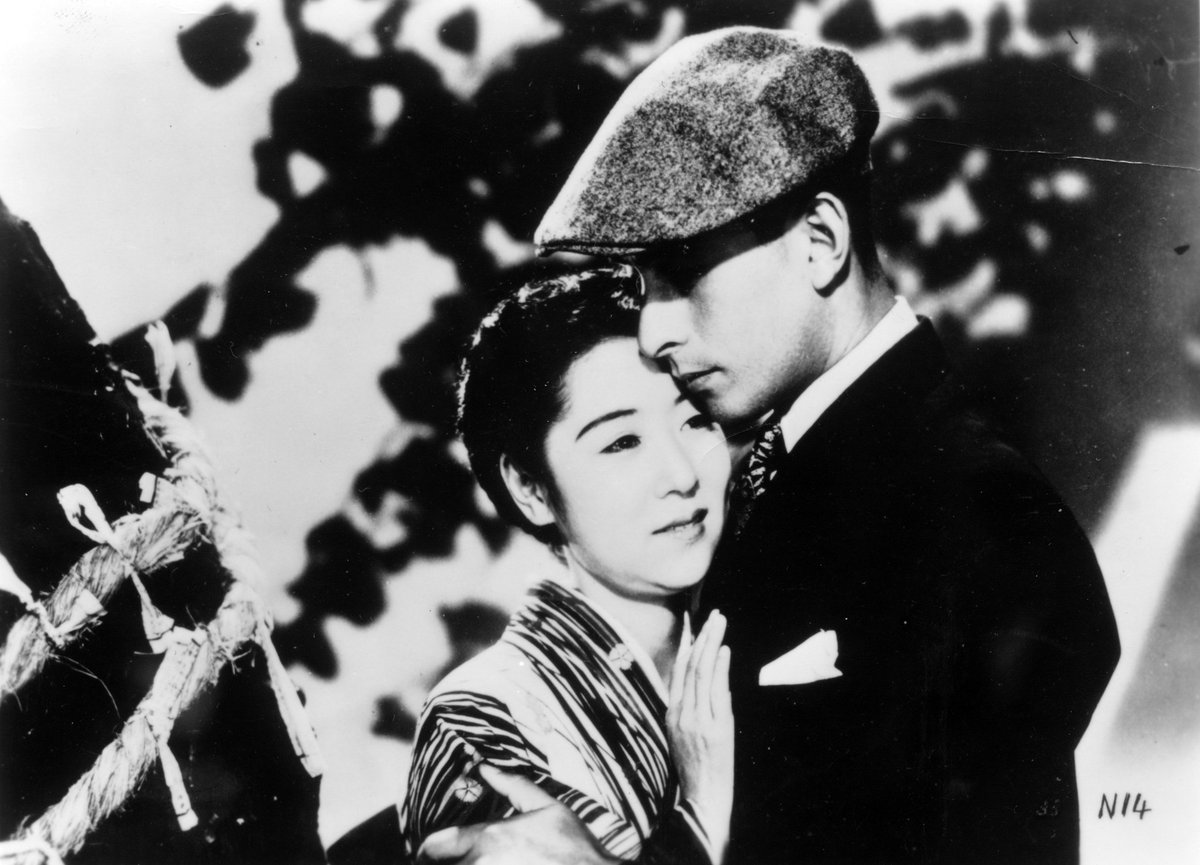
Kinuyo Tanaka et Ken Uehara dans Katsura, l'arbre de l'amour (1938).

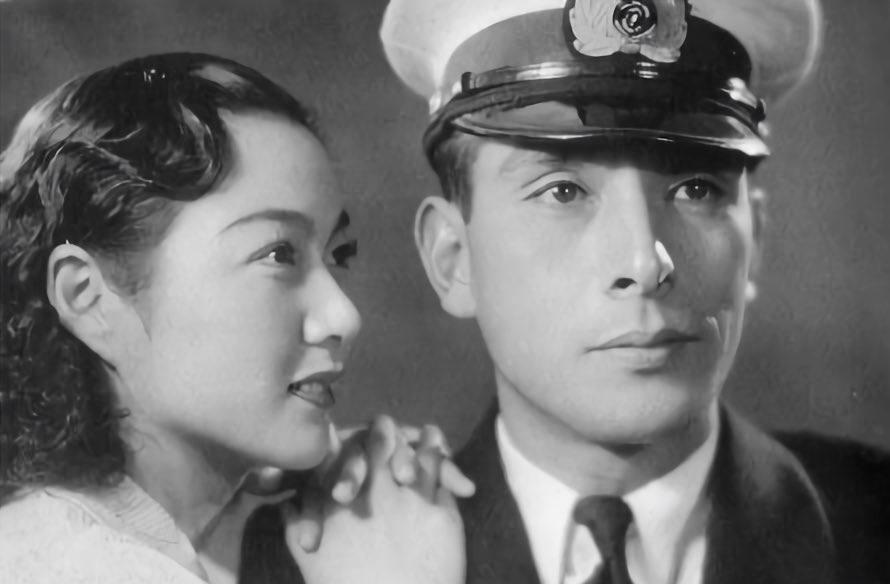
Michiko Kuwano et Ken Uehara dans Nīzuma mondō (1939).

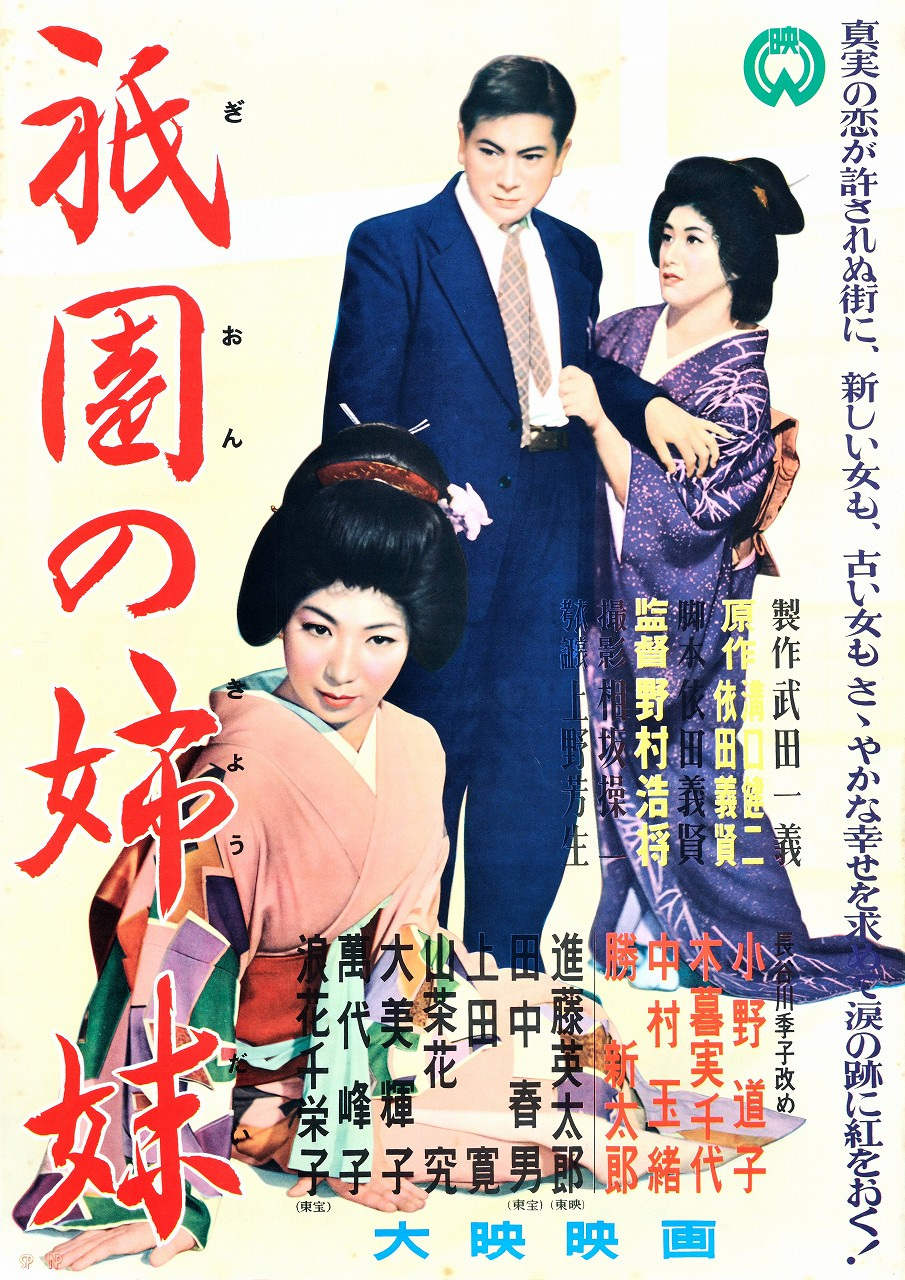
Affiche du film Les Sœurs de Gion (1956).

### Réalisateur

#### Les années 1930
- 1930 : Tekken seisai (鉄拳制裁?)
- 1930 : Rusuchū hatten (留守中発展?)
- 1931 : Watakushi no papa-san mama ga suki (私のパパさんママが好き?)
- 1931 : Otto yo naze naku ka (夫よなぜ泣くか?)
- 1931 : Reijō to yotamono (令嬢と与太者?)
- 1931 : Namida no aikyōmono (涙の愛嬌者?)
- 1932 : Hatsukoi to yotamono (初恋と与太者?)
- 1932 : Sensō to yotamono (戦争と与太者?)
- 1932 : Kagayake Nippon josei (輝け日本女性?)
- 1932 : Yotamono to endan (与太者と縁談?)
- 1933 : Yotamono to geisha (与太者と芸者?)
- 1933 : Ōendanchō no koi (応援団長の恋?)
- 1933 : Yotamono to kyakusenbi (与太者と脚線美?)
- 1933 : Yomeiri mae (嫁入り前?)
- 1933 : Yotamono to kaisuiyoku (与太者と海水浴?)
- 1933 : Our Happy Day (嬉しい頃, Ureshii koro?)[13]
- 1933 : Jogakusei to yotamono (女学生と与太者?)
- 1934 : Genkan-ban to ojōsan (玄関番とお嬢さん?)
- 1934 : Yumemiru koro (夢みる頃?)
- 1934 : Musume sannin kangeki jidai (娘三人感激時代?)
- 1934 : Yotamono to hanayome (与太者と花嫁?)
- 1934 : Shinkon ryokō (新婚旅行?)
- 1935 : Yotamono to komachimusume (与太者と小町娘?)
- 1935 : Hitotsu no teisō (一つの貞操?)
- 1935 : Haha no koibumi (母の恋文?)
- 1935 : Yume utsuno (夢うつゝ?)
- 1935 : Reijin shakōba (麗人社交場?)
- 1935 : Yotamono to waka fūfu (与太者と若夫婦?)
- 1936 : Iri muko gassen (入婿合戦?)
- 1936 : Hitozuma tsubaki (人妻椿?)[14]
- 1937 : Joi Kinuyo sensei (女医絹代先生?)[15]
- 1937 : Uta e kanko no haru (歌へ歓呼の春?)
- 1937 : Otoko no tsugunai I - II (男の償ひ 前篇・後篇?)[16]
- 1938 : Le Serment d'un peuple (国民の誓, Kokumin no chikai?)[8]
- 1938 : Katsura, l'arbre de l'amour (愛染かつら, Aizen katsura?)[17]
- 1939 : Zoku aizen katsura (続愛染かつら?)
- 1939 : Aizen katsura: Kanketsu-hen (愛染かつら 完結篇?)
- 1939 : Nīzuma mondō (新妻問答?)

#### Les années 1940
- 1940 : Kinuyo no hatsukoi (絹代の初恋?)
- 1940 : Ai no bōfū (愛の暴風?)
- 1940 : Okinu to bantō (お絹と番頭?)[18]
- 1940 : Butai sugata (舞台姿?)
- 1941 : Genki de ikōyo (元気で行かうよ?)[19]
- 1941 : Soshū no yoru (蘇州の夜?)[20]
- 1942 : Kyōraku no mai (京洛の舞?)[21]
- 1943 : Bombardements d'avions ennemis (敵機空襲, Tekki kūshū?) coréalisé avec Kōzaburō Yoshimura et Minoru Shibuya
- 1946 : Kanojo no hatsugen (彼女の発言?)[22]
- 1949 : Yume yo mō ichi do (夢よもういちど?)
- 1949 : Kekkon san jūshi (結婚三銃士?)
- 1949 : Yu no machi ereji (湯の町悲歌?)
- 1949 : Kage o shitaite (影を慕いて?)

#### Les années 1950
- 1952 : Achako seishun techō: Tōkyō hen (アチャコ青春手帖 東京篇?)
- 1952 : Achako seishun techō: Ōsaka hen (アチャコ青春手帖 大阪篇?)
- 1953 : Benkei (憲兵?)
- 1953 : Ninjutsu makaritōru (忍術罷り通る?)
- 1954 : Le Sous-marin qui ne remonta jamais (潜水艦ろ号未だ浮上せず, Sensuikan rogō imada fujōsezu?)[23]
- 1955 : Hi botanki (緋牡丹記?)
- 1955 : Santōshain to onna hisho (三等社員と女秘書?)
- 1955 : Haha futari (母ふたり?)
- 1956 : Les Sœurs de Gion (祇園の姉妹, Gion no kyodai?)[24]
- 1956 : Akogare no renshūsen (あこがれの練習船?)
- 1957 : Sen'un Ajia no joō (戦雲アジアの女王?)

### Superviseur du doublage

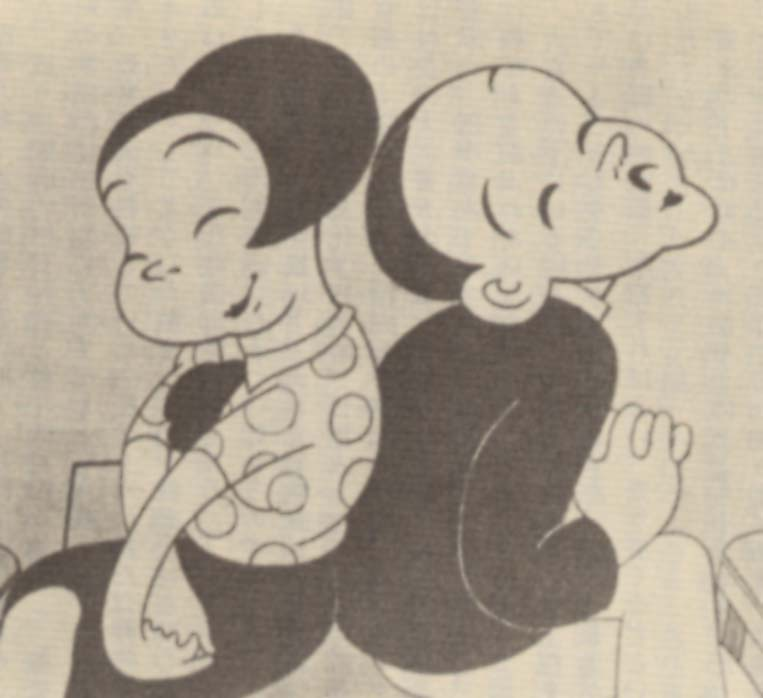
Dans le monde du pouvoir et des femmes (1933)

- 1933 : Dans le monde du pouvoir et des femmes (力と女の世の中, Chikara to onna no yo no naka?) de Kenzō Masaoka